# A Colombian Family
A Colombian Family er en dansk dokumentarfilm fra 2019 instrueret af Tanja Wol Sørensen.

## Handling
Underskrivelsen af fredsaftalen i Colombia efter mere end 50 års væbnet konflikt, bliver begyndelsen for en families rejse mod genforening. Men efter 12 år alene i eksil i Cuba vil Yira bare have sin familie omkring sig. Hun har mistet troen på en lys fremtid i Colombia og bebrejder sin mor, Ruby, med sin utrygge barndom i skyggen af Rubys store politiske engagement. Ruby har viet sit liv til at kæmpe for sit hjemland og har svært at give slip på den politiske aktivisme og vende sig mod familien. Deres forhold er skrøbeligt og de modsatrettede agendaer skaber en kløft mellem dem. Spørgsmålet om de skal blive og kæmpe eller rejse væk sammen og blive til en familie, flettes ind i fortællingen om Colombias historie og den komplekse rejse mod fred.